# Lindsaea virescens
Lindsaea virescens är en ormbunkeart som beskrevs av Olof Peter Swartz. Lindsaea virescens ingår i släktet Lindsaea och familjen Lindsaeaceae. Utöver nominatformen finns också underarten L. v. catharinae.